# Alekseý Şçetkïn
Alekseý Şçetkïn (in kazako Алексей Щеткин?; Taldıqorğan, 21 maggio 1991) è un calciatore kazako, attaccante del Kuban'.

## Caratteristiche tecniche
È un centravanti.

## Carriera

### Club
Il 7 maggio del 2010, a 18 anni, esordisce nella massima divisione kazaka con la maglia del Zhetysu contro l'Ordabasy (0-0), subentrando nella ripresa a Ruslan Mukhamedzhanov. Il 22 giugno realizza le sue prime reti contro l'Akzhayik (0-2), squadra contro la quale firma una doppietta. Termine la sua prima stagione da professionista con 22 presenze e 7 reti in campionato.
Il 24 aprile 2011 sigla la sua prima rete stagionale ai danni dell'Irtysh (1-1), concludendo la sua seconda annata con 22 incontri e 5 gol nel torneo kazako. Nonostante le 26 presenze registrate nel 2012, Ščetkin firma un solo centro, il 5 agosto, contro l'Akzhayik (2-2). Nel luglio del 2012 fa il suo esordio anche in campo internazionale giocando due partite di Europa League contro il Lech Poznań. Va a segno anche nel 2013, contro il Vostok (1-1).
Nel giugno del 2013 si trasferisce all'Atyrau, debuttando contro il Vostok (2-0), e giocando l'incontro da titolare. Il 13 luglio segna la prima rete con la nuova maglia nella sfida contro la sua ex squadra, il Zhetysu (1-1).

### Nazionale
Il 3 giugno 2011 viene convocato con l'Under-21 kazaka per la partita contro i pari età della Romania (0-0), giocata partendo dalla panchina e valida per le qualificazioni all'europeo Under-21 2013.
Il 22 gennaio 2012 realizza la sua prima rete con l'Under-21 nella partita amichevole contro l'Estonia (3-1).
Il 14 agosto 2013 viene promosso nella Nazionale maggiore esordendo in un'amichevole contro la Georgia (1-0). In seguito gioca alcuni incontri validi per le qualificazioni al mondiale 2014.

## Palmarès

### Club

#### Competizioni nazionali
- Qazаqstan Prem'er Ligasy: 2

Astana: 2015, 2018
- Supercoppa del Kazakistan: 3

Astana: 2015, 2018, 2020